# Calcium Kid

Calcium Kid est un film britannique réalisé par Alek de Rakoff, sorti en 2004.

## Synopsis
Le film raconte l'histoire de Jimmy Connely, un laitier britannique qui, lors d'un entraînement, met K.O. le champion du monde des poids moyens qui devait jouer le match du siècle. Le secret du jeune laitier? Le calcium! En effet, il boit chaque matin une bouteille de lait qui lui assure une ossature d'acier. Jimmy est alors désigné remplaçant du champion et va être embarqué dans un tourbillon d'aventures par son manager qui est plus expert en recrutement d'escort girls qu'en combats de boxe....

## Fiche technique
- Réalisation : Alex De Rakoff
- Scénario : Derek Boyle, Alex De Rakoff
- Costumes : Sammy Sheldon
- Genre : Comédie
- Durée : 89 minutes
- Date de sortie: 30 avril 2004

## Distribution
- Orlando Bloom : Jimmy Connelly
- Mark Heap : Sebastian Gore-Brown
- Michael Lerner : Artie Cohen
- Ronni Ancona : Pat Connelly
- Michael Peña : Jose Mendez
- Frank Harper : Clive Connelly
- Billie Piper : Angel